# Мерзликин, Владимир Николаевич
Владимир Николаевич Мерзликин (20 октября 1932 — 31 мая 2012) — передовик советского сельского хозяйства, тракторист совхоза «Косихинский» Косихинского района Алтайского края, Герой Социалистического Труда (1976).

## Биография
Родился в 1932 году в селе Малахово Западно-Сибирского края в семье крестьянина Николая Яковлевича и Анисьи Яковлевны. Детство и юношество прошло в родном селе.
С 1941 по 1945 годы обучался в начальной сельской школе. Война оставила его без отца. Родитель погиб в 1943 году защищая Ленинград.
После окончания школы Владимир трудоустроился в колхоз имени Жданово, нужно было помогать матери и младшим братьям и сёстрам. Работал в поле от восхода до заката. При Малаховской МТС получил специальность тракторист. В 1952 году был призван в ряды Вооружённых сил Советского Союза, служил в военно-строительных войсках. Службу проходил в посёлке Ширловая Гора Читинской области. Демобилизовавшись, вернулся на родину и устроился работать в совхоз "Косихинский". 
С 1956 года в Алтайском крае активно начала внедряться и возделываться кукуруза. Владимир Николаевич одним из первых кто в совхозе "Косихинский" был определён на выращивание этой культуры. Урожайность у него была 350-400 центнеров с гектара, а в 1976 году он получил рекордный урожай 531 центнеров с гектара, став заслуженным мастером по выращиванию кукурузы. Через два года вновь рекорд - 576 центнеров с гектара. 
Указом Президиума Верховного Совета СССР от 23 декабря 1976 года за выдающиеся производственные достижения и получения высоких результатов урожая зерновых Владимиру Николаевичу Мерзликину было присвоено звание Героя Социалистического Труда с вручением ордена Ленина и медали «Серп и Молот».
В 1963 году принят в члены КПСС. Избирался членом Косихинского райкома Алтайского краевого комитета, Был депутатом Алтайского Совета народных депутатов, депутатом Косихинского районного Совета депутатов трудящихся. Делегат XXVII съезда КПСС. 
В 80-х годах в районе начали осваивать новые технологии получения качественных кормов. Владимир Николаевич не остался в стороне. Сначала он испытал подсев кормового проса к кукурузе, а затем начал выращивать скороспелые сорта кукурузы с початками. В поселке Восход был небольшой орошаемый участок земли, и руководство совхоза решило посадить на нем кормовую свеклу рассадой. Доверили это дело В.Н. Мерзликину и не ошиблись: он получил отличный урожай.
По итогам социалистического соревнования в 1981 году он стал лауреатом премии С.Е.Пятницы, в 1982 лауреатом премии  имени И.К.Шипулина, а в 1983 году - премии советских профсоюзов. Заслуженный механизатор РСФСР.
В мае 1986 года получил аттестат о среднем образовании окончив Косихинскую очно-заочную школу.
После продолжал работать в совхозе вплоть до выхода на заслуженный отдых в 1993 году. Общий стаж работы составил 47 лет. Увлекался рыбалкой на удочку. 
Умер 31 мая 2012 года.

## Семья
В 1951 году взял в жёны Марию Ивановну Титову. Вырастили двух сыновей и одну дочь.

## Награды
За трудовые и боевые успехи был удостоен:
- золотая звезда «Серп и Молот» (23.12.1976)
- орден Ленина (23.12.1976)
- орден Ленина (1973)
- Орден Трудового Красного Знамени
- Медаль "За доблестный труд" (1970)
- другие медали.